# Antoine Nicolas Duchesne
Antoine Nicolas Duchesne (Versailles, 17 de outubro de 1747 — Paris, 18 de fevereiro de 1827) foi um agrônomo francês.

## Publicações
- Manuel de botanique (1764).
- Essai sur l’histoire naturelle des courges paru dans l’Encyclopédie méthodique de Jean-Baptiste de Lamarck (1744-1829) (1764).
- Histoire naturelle des fraisiers contenant les vues d'économie réunies à la botanique et suivie de remarques particulières sur plusieurs points qui ont rapport à l'histoire naturelle générale (Didot jeune, Paris, 1766).
- Le Jardinier prévoyant, contenant par forme de tableau, le rapport des opérations journalières avec le temps des récoltes successives qu'elles préparent (P.F. Didot jeune, Paris, onze volumes, 1770-1781).
- Sur la formation des jardins (Dorez, Paris, 1775).
- Le Porte-feuille des enfans, mélange intéressant d'animaux, fruits, fleurs, habillemens, plans, cartes et autres objets… (Mérigot jeune, Paris, date imprécise, sans doute 1784).
- Le Livret du ″Porte-feuille des enfans″, à l'usage des écoles… d'après la loi du 11 germinal an IV (imprimerie de Gueffier, Paris, an VI – 1797).
- Le Cicerone de Versailles, ou l'Indicateur des curiosités et des établissemens de cette ville… (J.-P. Jacob, Versailles, an XII — 1804, réédité et augmenté en 1815).